# الکریب
الکریب (به عربی: الکریب) یک منطقهٔ مسکونی در تونس است که در استان سلیانه واقع شده‌است. الکریب ۷٬۸۵۰ نفر جمعیت دارد.